# C/1861 J1
C/1861 J1 (o también denominado como el Gran Cometa de 1861) es un cometa de período largo que fue visible a simple vista durante alrededor de 3 meses. Se categorizó como un gran cometa, siendo uno de los ocho cometas más grande del siglo XIX.
El 13 de mayo de 1861 fue descubierto por John Tebbutt desde Windsor en Nueva Gales del Sur, Australia, con una magnitud aparente de +4, un mes antes del perihelio (12 de junio de 1861). Este no fue visible en el hemisferio norte hasta el 29 de junio, pero llegó antes de la noticia del descubrimiento del cometa. 
El 29 de junio de 1861, el cometa pasó a 11,5° del Sol. Al día siguiente, el cometa hizo su aproximación más cercana a la Tierra a 19.840.000 km (0,1326 UA). Durante el acercamiento a la Tierra, se estimó que el cometa estaba entre magnitud 0 y -2 con una cola de más de 90° angulares. Como resultado de la dispersión hacia adelante, el cometa incluso proyectó sombras por la noche (según relatos de Schmidt 1863; Marcus 1997). En la noche del 30 de junio al 1 de julio de 1861, el observador de cometas J.F Julios Schmidt observó como el gran cometa proyectaba sombras en las paredes del Observatorio de Atenas. El cometa pudo haber interactuado con la Tierra de una manera casi sin precedentes. Durante dos días, durante el punto más cercano del cometa, la Tierra estaba dentro de la cola de C/1861 J1, pudiendo ser visibles corrientes de material cometario que convergía hacia el núcleo distante.
El cometa dejó de ser visible a simple vista desde mediados de agosto, pero siguió siendo observable por telescopios hasta mayo de 1862. Se calculó una órbita elíptica con un período de unos 400 años, lo que indicaría una aparición anterior a mediados del siglo XV y un retorno en el siglo XXIII. Ichiro Hasegawa y Shuichi Nakano sugieren que este cometa es idéntico a C/1500 H1 que llegó al perihelio el 20 de abril de 1500 (basado en 5 observaciones).
Se planteó la hipótesis de que C/1861 G1 (Thatcher) y este cometa están relacionados, y que en un perihelio anterior (posiblemente el de 1500), C/1861 G1 se separó de este cometa, ya que los dos cometas tienen muchas características orbitales similares. Sin embargo, esto fue refutado en 2015 por Richard L. Branham Jr., quién utilizó tecnología informática moderna y análisis estadístico para calcular una órbita corregida para C/1861 J1. En 1991, este gran cometa había viajado a más de 100 UA, encontrándose aún más lejos que el planeta enano Eris. Su afelio será alrededor de 2063. 

## Memorias de Tebbutt del descubrimiento de C/1861 J1
En sus Memorias astronómicas, Tebbutt dio cuenta de su descubrimiento:
... En la noche del 13 de mayo de 1861, mientras buscaba cometas en el cielo occidental, detecté un débil objeto nebuloso cerca de la estrella Lacaille 1316 en la constelación de Eridanus. En mi telescopio marino el objeto parecía muy difuso, y fue con la mayor dificultad que estimé su distancia de tres estrellas fijas bien conocidas. El objeto apenas se distinguía en el pequeño telescopio conectado al sextante, y me pareció necesario emplear un vidrio de color entre los vidrios índice y horizonte, ya que el brillo superior de las estrellas de referencia Procyon, Sirius y Canopus, cuando fueron llevadas al campo de visión, extinguió bastante su débil luz. Las mediciones dieron R.A. = 3 h. 54 m. 12 s. Declin. = —30° 44′ como el lugar del objeto a 6 h. 57 m. hora media local. Todo cazador de cometas sabe lo necesario que es para llevar a cabo su trabajo tener a mano un copioso catálogo de nebulosas, pero este valioso complemento desafortunadamente no poseía. Sin embargo, no pude encontrar el objeto en los limitados catálogos a mi disposición. En consecuencia, decidí verlo, y está bien que lo haya hecho, de lo contrario debería haber perdido una de las mejores oportunidades para introducirme en el mundo astronómico...

## Observaciones

### 30 de junio de 1861
Raphael Semmes, comandante del CSS Sumter escribió sobre la fuga del 30 de junio de su barco de Nueva Orleans:
La noche de la fuga del Sumter fue una de esas noches del Golfo, que solo se puede sentir y no describir. El viento se apagó suavemente, mientras el sol declinaba, dejando un mar tranquilo y dormido, para reflejar una miríada de estrellas. El sol se había puesto detrás de una pantalla de púrpura y oro, y para aumentar la belleza de la escena, al caer la noche, un cometa ardiente, cuya cola abarcaba casi un cuarto de los cielos, se reflejaba a cien pies de nuestra pequeña corteza, mientras araba su camino silencioso a través de las aguas. 
Samuel Elliott Hoskins, un médico de Guernsey, observó:
A las 9 p.m. un gran disco luminoso rodeado por una nebulosa neblina se hizo visible en el horizonte del noroeste. A las 9.40 asumió inequívocamente el carácter, a simple vista, de un cometa, que tiene un gran núcleo y una cola en forma de abanico que se proyecta verticalmente hacia el cenit. Estuvo permanentemente brillante hasta el amanecer de la mañana siguiente, viajando con aparente rapidez, pero ligera declinación, de N.W. a N.E." 

### 1 de julio de 1861
Granville Stuart notó la observación de este cometa en una entrada de diario el 1 de julio de 1861, mientras vivía en el oeste de Montana:
Vi un enorme cometa anoche en el noroeste. Su cola llegaba a la mitad a través de los cielos. Probablemente ha sido visible durante algún tiempo, pero como ha estado nublado últimamente, no lo había observado antes". 
Sarah R. Espy, de Alabama, en su diario privado:
Lluvias ligeras esta mañana, fui con la señora Brewer, a visitar a la señora Hampton. O. ocupado, preparando a C. para asistir a un simulacro de campamento de algunas semanas arriba aquí. Un brillante y hermoso cometa apareció esta noche en la misma parte de los cielos que hace unos años, el tren de este es el más largo que he visto, apuntando directamente hacia arriba. 
Emily Holder, esposa de Joseph Bassett Holder, mientras estaba estacionada en Fort Jefferson, Florida:
Su apariencia era sublime, ya que se extendía sobre casi la mitad de los cielos ... Muchos se preguntaban si el mundo no estaba llegando a su fin.] 
Martin Bienvenu, un oficial en un barco en Bangkok, en su diario inédito:
Un cometa muy brillante había sido visible en el cielo del norte durante la semana anterior. Medí su cola con un cuadrante, cuya longitud extrema era de 93 grados 50 minutos". 

### 2 de julio de 1861
Raphael Semmes, comandante del CSS Sumter:
El día pasó a la noche, y con la noche vino de nuevo el brillante cometa, iluminándonos en nuestro camino sobre el desperdicio de aguas. La mañana del dos de julio, nuestro segundo día, amaneció clara y hermosa, el Sumter todavía humeante en un mar casi tranquilo, sin nada que impidiera su progreso. 
R.W. Haig, astrónomo jefe de la 49.ª Comisión de Límites Paralelos en Columbia Británica, escribió en una carta a casa.
"Vimos un gran cometa por primera vez anoche, aunque no tengo dudas de que se ha visto algunos días antes en Inglaterra". 
Charles Wilson, topógrafo de la Comisión de Límites con Haig, escribió
Vimos el cometa por primera vez anteanoche, para nuestra gran sorpresa, ya que la ligereza de las noches nos había impedido notar su acercamiento; Él apuesta por eclipsar al de 1858 en tamaño y esplendor. 

### 5 de julio de 1861
James Riley Robinson, en la goleta Conchita, en el puerto mexicano de Agiabampo.
Me desperté en la noche a la 1 en punto, cuando tuve una visión gloriosa del cometa más grande que jamás haya visto. La cabeza, o núcleo, era grande como Venus, y muy brillante y ardiente, y unos 20 grados sobre el horizonte, apuntaba hacia el norte, mientras que la cola brillante y larga llegaba a la mitad del camino a través de los cielos. Fue una vista maravillosa." 

### 7 de julio de 1861
S. Watson, un inspector de té de la firma británica Bull & Purdon, escribe desde Hong Kong
Hay un cometa muy brillante que se ve cada noche tan grande como el que se vio en Inglaterra en 1858".